# No Sound But A Heart
No Sound But a Heart fue el octavo álbum de estudio de Sheena Easton, lanzado en 1987 con la marca EMI. La distribución se limitó a los Estados Unidos y Canadá, convirtiéndolo en uno de los lanzamientos locales más raros de Easton. Consistió en canciones tipo balada y midtempo. Destaca en este disco la presencia de Steve Perry de Journey, cantando en "Still in Love" y de Eugene Wilde en "What If We Fall In Love".
Algunas canciones de este álbum fueron regrabadas por otros artistas: Crystal Gayle y Gary Morris interpretaron "Wanna Give My Love" y "What If We Fall In Love" en un álbum de duetos de 1987 llamado What If We Fall In Love; Celine Dion grabó "The Last to Know" en su álbum de 1990, Unison; Patti LaBelle cantó "Still In Love" en su álbum de 1989, Be Yourself y Pia Zadora grabó "Floating Hearts" en su álbum de 1989, Pia Z.
Fue reeditado en 1999 por One Way Records. Produjo un sencillo y un videoclip, "Eternity", escrita por Prince. La nueva edición de 1999 añadió varias bonus tracks. Fue la última producción de Easton con EMI, compañía con la que inició su carrera. Posteriormente se cambió a MCA Records en 1988.

## Lista de canciones
1. "Eternity" - 4:17
2. "Still Willing to Try" . 4:06
3. "Still In Love" - 4:31
4. "Wanna Give My Love" - 3:54
5. "The Last to Know" - 5:17
6. "No Sound But a Heart" - 4:20
7. "What If We Fall in Love" - 4:10
8. "No Ordinary Love" - 4:42
9. "Floating Hearts" - 6:30

- La reedición de 1999 contenía varios bonus tracks:

1. "Shockwave"
2. "So Far So Good"
3. "Natural Love"
4. "It's Christmas All Over The World"